# Adolphe Krieps
Pour les articles homonymes, voir Krieps.
Adolphe Krieps, né le 10 février 1882 à Pétange (Luxembourg) et mort le 24 septembre 1950 à Luxembourg (Luxembourg], est un syndicaliste et homme politique luxembourgeois, membre du Parti ouvrier socialiste luxembourgeois (LSAP).

## Biographie

### Famille
Né le 10 février 1882, Adolphe Krieps est originaire de la commune de Pétange. Il épouse Ernestine Ehlinger ; de cette union naît Robert Krieps (1922-1990), futur député, ministre et président du LSAP (et lui-même grand-père de l'actrice Vicky Krieps).

### Carrière professionnelle
Il commence sa carrière professionnelle comme aide-chimiste de l'autre côté de la frontière, en France à Hussigny avant d'être employé à l'usine de Differdange (lb). À l'aide de ses deux beaux-frères, il établit un commerce de charbon ainsi qu'une société de dédouanement et de transport par camion vers la fin des années 1920. 
En ce qui concerne le monde syndical, Adolphe Krieps s'engage d'abord dans la Fédération allemande des travailleurs de la métallurgie (DMAV) à Luxembourg puis il rejoint le Berg- und Hüttenarbeiterverband (BHAV) en 1917 dans lequel il devient président de la section située à Differdange. Il est considéré comme l'un des leaders de la grève du 29 mai 1917 à l'usine de Differdange. En 1919, le DMAV et le BHAV fusionnent. L'année suivante, il est président la commission générale des syndicats luxembourgeois. Il s’implique également dans la grève métallurgique qui a lieu en mars 1921.

### Parcours politique
Membre du conseil communal de Differdange de 1920 à 1925, il est élu à l'occasion des élections à la Chambre constituante qui ont lieu les 28 juillet et 4 août 1918 pour le canton d'Esch-sur-Alzette et sur la liste du Parti socialiste. Il y défend le droit de vote des femmes et s'oppose au Parti de la droite en ajoutant que cela relève d'une question de principes : « same duties for everyone, therefore same rights for everyone too! ». Il est de nouveau élu aux premières élections législatives soumises au suffrage universel et au scrutin proportionnel plurinominal en 1919 dans la nouvelle circonscription Sud. Dès lors, il siège de manière continue jusqu'au déclenchement de la Seconde Guerre mondiale et l'invasion allemande du Luxembourg. En 1922, il siège au comité-directeur du parti qui change de nom de 1924 pour devenir le Parti ouvrier. Lors de la campagne référendaire de 1937 dont fait l'objet la « loi muselière », il critique vivement les autres dirigeants syndicaux et contraint René Blum (lb) à la démission.
Il est arrêté en novembre 1941 par la Gestapo qui l'avait mis sous surveillance puis déporté dans les camps de concentration de Hinzert et Dachau en raison de son caractère francophile. De retour au pays, il se mobilise pour changer la dénomination du Parti ouvrier socialiste luxembourgeois en faveur du « Parti socialiste » afin de mettre en avant l'ouverture du parti aux classes les plus modestes,. Il est membre de l'Assemblée consultative en sa qualité de député élu d'avant-guerre. 

### Mort et postérité
Il meurt le 24 septembre 1950 dans la capitale à l'âge de 68 ans et à la suite d'une longue maladie. Il est enterré dans le cimetière Notre-Dame le 3 octobre suivant,. 
En son honneur, une rue porte son nom à Differdange près du parc de Gerlache. 

## Décorations
- Médaille de la Résistance française[1] (France).
- Croix de la Résistance[1] (Luxembourg).